# アルフォンス・クーザン
ジュール＝アルフォンス・クーザンまたはジュール＝アルフォンス・クザン（Jules-Alphonse Cousin、1842年4月21日 - 1911年9月18日）は、フランス人神父。パリ外国宣教会所属。カトリック大阪教会の設立後、司教として阪神・九州地区の司牧、邦人司祭の養成や聖堂建築に携わった。

## 略歴
1842年4月21日、フランス北西部サン・ブリューに生まれる。1864年4月27日、パリ外国宣教会入会。1865年（慶応元年）12月23日、司祭叙階。1866年（慶応2年）5月7日、フューレ神父とともに長崎に渡来。1867年（慶応3年）2月5日、プティジャン司教により五島に派遣される。同年7月15日迫害開始。1868年（慶応4年）7月28日、司祭館で養成していた小神学生10人とともに長崎を脱出、3昼夜で上海に到着。香港、シンガポールを経てマレー半島西海岸のペナン神学校に入学させた。1869年（明治2年）、再び長崎に戻り、大阪の川口に土地を求め、仮聖堂の建築に着手。1879年（明治12年）、富島（川口）天主堂建立1885年（明治18年）1月26日、日本南緯地区の代牧に挙げられ、同年9月21日、大阪で司教に叙階される。1887年（明治20年）、中緯地区新設に伴い九州、沖縄を司牧。1891年（明治24年）1月15日より長崎司教。現職のまま1911年（明治44年）9月18日長崎にて死去。